# Sukhoi Su-37
El Sukhoi Su-37 (en ruso: Сухой Су-37, designación OTAN: Flanker-F) es un caza polivalente experimental, monoplaza y de gran maniobrabilidad, diseñado por la compañía rusa Sukhoi para investigar las posibilidades de mejoras y desarrollo de la serie de cazas pesados derivados del Su-27. Incorpora mejoras en el equipo de aviónica y en el sistema de control de tiro, pero la característica añadida más notable son las toberas de los motores con empuje vectorial. Solamente se construyeron dos ejemplares del Su-37, modificados a partir de los primeros prototipos del Sukhoi Su-35 (denominados T10M).
Durante el programa de prueba en vuelo del Su-35, se estudiaron los nuevos controles activos durante maniobras de combate aéreo cercano. Al mismo tiempo, Sukhoi estuvo estudiando la aplicación de toberas de empuje vectorial para cazas de reacción, que proporcionan al caza unas mejores cualidades para combate cercano. El primer Su-37, convertido a partir del undécimo Su-35 fabricado anteriormente, realizó su primer vuelo en abril de 1996 en Zhukovsky. Un segundo prototipo se unió al programa en 1998. A lo largo de todo el programa de pruebas de tecnología, el Su-37 demostró su potencial a posibles operadores extranjeros en numerosos exhibiciones aéreas, realizando maniobras que antes se consideraban como imposibles, entre ellas una voltereta de 360° conocida como Kulbit. A pesar de su posible ventaja táctica, el Su-37 no entró en producción en serie, y en lugar de eso, permaneció como un demostrador de tecnología para modernizaciones futuras de la familia Su-27, como el moderno Su-30 y el posterior avión de producción en serie Su-35BM.

## Diseño y desarrollo

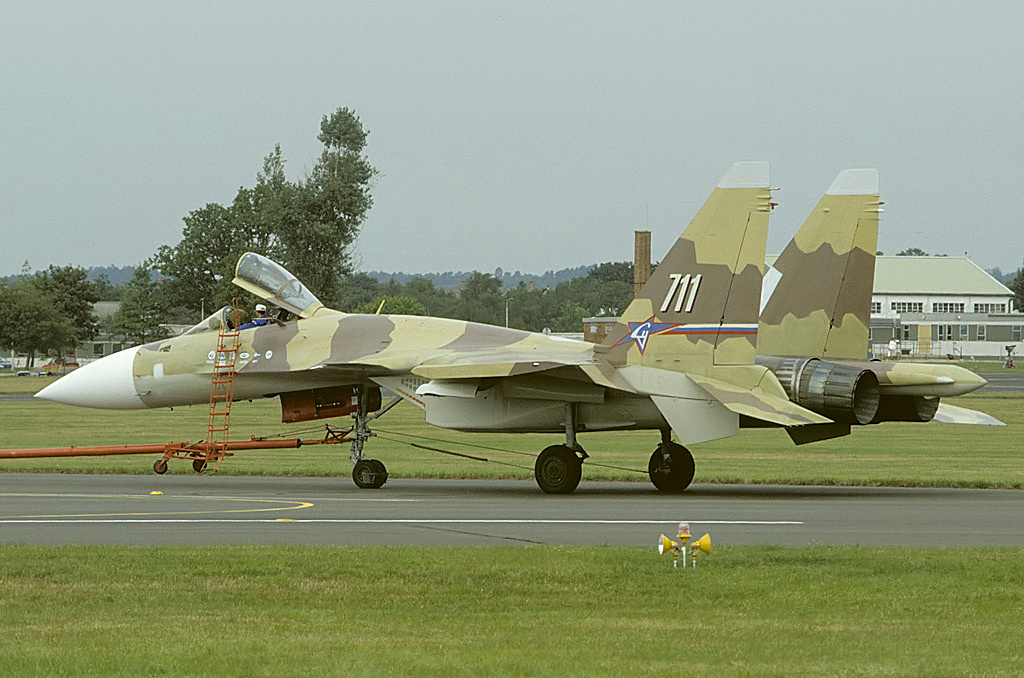
Un Su-37 durante el festival aéreo de Farnborough

Las primeras investigaciones en tecnología de empuje vectorial dentro de Sukhoi comenzaron en 1983. La oficina de diseño estudió la aplicación de la tecnología de las toberas orientables de en dos dimensiones (2D), que en Occidente se pensaba que era la mejor forma de vectorización del empuje. Sukhoi modificó un caza biplaza Su-27UB-PS con toberas orientables 2D para verificar la viabilidad de este tipo de toberas. Sin embargo, el Diseñador General de la oficina de diseño, Mijáil Simonov, pensó que las toberas orientables asimétricas (3D) eran más adecuadas. A petición de Sukhoi, los ensayos con ambos tipos de toberas fueron llevados a cabo por el Instituto de Investigación Aeronáutico Siberiano (SibNIA).

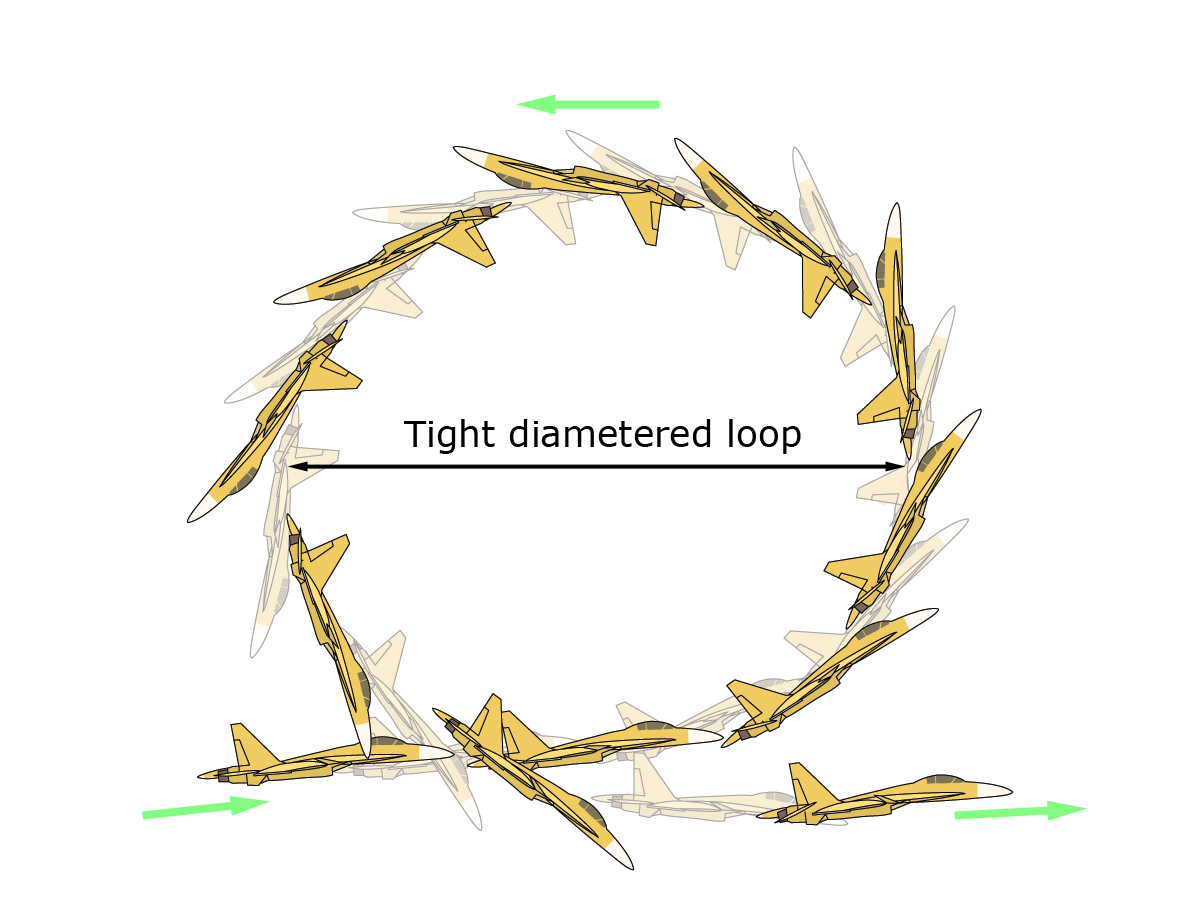
El Su-37 puede realizar la maniobra Kulbit (o Chakra de Frolov), que es una voltereta de 360º de radio reducido.

Mientras tanto, el equipo de diseño y producción de Sukhoi, estaba ocupado con el programa del T10M (renombrado Su-35 en 1993), que era un plan de modernización completa del caza Su-27. El T10M incorporaría modificaciones aerodinámicas, mejoras en aviónica y armamento, y tendría una mejora sistema de propulsión, diseñado para proporcionar una agilidad enormemente mejorada. El primer prototipo del Su-27M (T-10S-70) realizó su primer vuelo el 28 de junio de 1988. Los cambios introducidos con respecto al Su-27 incluían canards, motores mejorados, un nuevo radar, y un sistema de control de vuelo digital tipo fly-by-wire. Posteriores prototipos del Su-35 incorporaron pantallas de presentación de instrumentos electrónicos en la cabina y estabilizadores verticales modificados. La construcción del Su-35 hizo un uso importante de materiales compuestos, incluyendo aleación aluminio-litio (Al-Li). El avión, al igual que el Su-27 original, podía realizar las maniobras anteriormente inalcanzables cobra de Pugachev y resbale de cola, pero durante esas maniobras a baja velocidad, no se podían utilizar los controles activos electrónicos debido a que las superficies de control de vuelo eran ineficaces.
En 1995, el undécimo prototipo T10M (T10M-11) fue entregado al taller experimental de Sukhoi para ser equipado con sistemas exclusivos. Fabricado por KnAAPO, su estructura tenía un mayor contendido en fibra de carbono y Al-Li. Se le instalaron los motores Lyulka AL-31FP con toberas orientables 2D, una medida provisional mientras no estuviera disponible el nuevo AL-37FU (Forsazh Upravleniye, "postquemador-controlado"). El Al-31FP, de hecho, era una versión híbrida creada a partir de la combinación del motor Al-31F y la tobera orientable del Al-37FU. Con toberas orientables 2D, el Al-31FU varía la dirección del empuje en el eje de cabecero, más 15º o menos 15°. El motor no solo incorporaba una nueva generación de toberas con vectorización del empuje 2D, sino que también es resistente a situaciones de pompaje (pérdida del compresor) incluso durante giros planos e invertidos, proporcionando una mayor fiabilidad y capacidad de maniobra incluso con un ángulo de ataque de 180°.
El sistema de control de tiro también fue mejorado y aplicado a otros modelos de aviones Su-27. Fue equipado con un nuevo radar de impulsos Doppler Phazotron N-011M Zhuk-M. Este radar tiene un ángulo de escaneo de 180° horizontalmente y 55° verticalmente, es capaz de rastrear 20 blancos aéreos y guiar ocho misiles aire-aire al mismo tiempo. En la cola de aguijón del avión incluye un radar N-011M, que rastrea hacia atrás con un ángulo de 120° tanto horizontalmente como verticalmente. El Su-37 también cuenta con un paquete de medidas de apoyo a la guerra electrónica mejorado. Puede portar una amplia gama de misiles aire-aire y aire-superficie en un total de 12 puntos de anclaje con capacidad para soportar 8.000 kg y como armamento secundario dispone de un cañón automático interno Gryazev-Shipunov GSh-301 de 30 mm con 150 proyectiles.
En lugar de los instrumentos analógicos tradicionales, la cabina del Su-37 tiene cuatro pantallas multifunción LCD con forma de T del fabricante francés Sextan Avionique (Thales) como demostrador de tecnología, hasta poder desarrollar pantallas de control nativas de Rusia. Esas pantallas muestran de forma configurable toda la información de navegación, estado de los sistemas, selección de armamento, situación táctica, etc. El piloto, que va sentado en un asiento eyectable K-36DM con una inclinación de 30° para ayudar a contrarrestar los efectos de las fuerzas G elevadas, también cuenta con una pantalla de visualización frontal (HUD). El piloto controla la aeronave con una palanca de control lateral y mandos de aceleración fijos con sensores de presión. La configuración de control de vuelo de dos manos está diseñado para prevenir que el piloto pierda el contacto con los controles cuando el avión realiza rápidas maniobras con empuje vectorial.

## Historia operacional

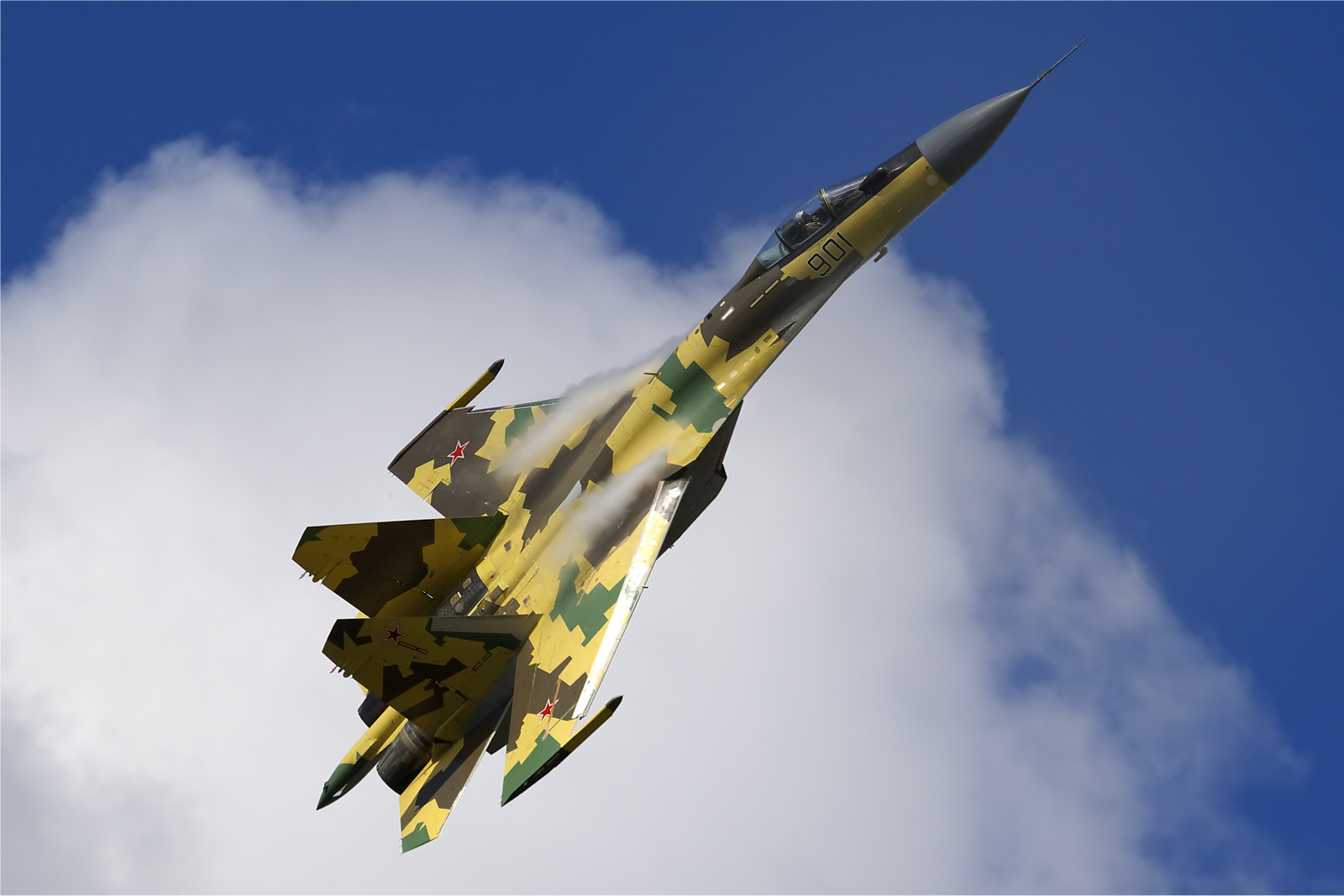
Un avión de la fuerza aérea Rusa Sukhoi Su-35 en el aire.

Pintado con una singular combinación de colores arena y marrón, el avión recibió el código 711 Blue, más tarde cambiado a 711 White. Realizó su primer vuelo en Zhukovsky el 2 de abril de 1996, con el piloto de pruebas de Sukhoi Yevgeni Frolov a los mandos. Las toberas orientables estuvieron bloqueadas en su posición normal durante todo el vuelo, y no fue hasta el sexto vuelo cuando se iniciaron las pruebas con las toberas de vectorización del empuje. Como pilotos del Su-37, Frolov fue alternando vuelos con Igor Votintsev, y en los doce días siguientes al vuelo inaugural, entre los dos sumaron doce vuelos con el avión experimental.
El 711 Blue fue presentado a la prensa en Zhukovsky en la primavera de 1996, momento en el que fue renombrado como Su-37. Su primera aparición ante el público general llegó en septiembre del mismo año en el Salón Aeronáutico de Farnborough (Farnborough International Airshow 1996), en Inglaterra, pilotado por Yevgeny Frolov. Uno de los momentos más espectaculares de su exhibición aérea fue cuando efectuó la maniobra "Super Cobra", realizando un giro hacia arriba de 180° y literalmente volando con la cola hacia adelante, aunque por solo unos segundos, y luego, esta maniobra se convirtió en la vuelta de 360° conocida como "Kulbit" o "Chakra de Frolov". En el año siguiente el Su-37 hizo su aparición en el quinto y último día del Salón Internacional de la Aeronáutica y el Espacio de París-Le Bourget (París Air Show 1997), para realizar cinco exhibiciones aéreas, aunque la cuarta se vio empañada por un incidente menor al accionarse la extensión de emergencia del tren de aterrizaje y previniendo que pudiera ser replegado. Ese mismo año fue exhibido en el Salón Internacional de la Aviación y el Espacio (MAKS) de Moscú y el Salón Aeronáutico de Dubái, así como en el Feria Internacional del Aire y del Espacio (FIDAE) de 1998 en Chile, en los dos últimos eventos el Su-37 fue presentado con un enigmática designación, Su-37MR.
En 1998, un segundo Su-37 (T-10M-12) fue convertido de forma similar y realizó su primer vuelo el 23 de marzo del mismo año. Las pruebas de vuelo y demostraciones en exhibiciones aéreas continuaron hasta el año 2000. En 2001, el 711 fue equipado con los nuevos motores AL-31F para una serie de pruebas de vuelo, se le actualizó el sistema de control de vuelo y la aviónica con nuevos equipos fabricados en Rusia. En diciembre de 2002, el 711 se estrelló durante un vuelo de traslado, provocando que se pusiera fin al programa; más tarde el accidente fue atribuido a un fallo en el software. El Su-37 no llegó a la fase de producción en serie, sin embargo a mediados de los años 2000, Sukhoi desarrolló varias modernizaciones del anterior caza Su-27, como la versión Su-30MKI, desarrollada especialmente para la Fuerza Aérea India, y la segunda generación del Su-35, conocida como Su-35BM, y que entró en servicio con la Fuerza Aérea Rusa como Su-35S, que incluyen mejoras similares a las probadas en el Su-37, como los sistemas de radar y aviónica, y los nuevos motores de empuje vectorial 3D.

## Operador
Rusia

## Especificaciones
Referencia datos: Sukhoi Su-27 Flanker: Air Superiority Fighter, Sukhoi Su-27 Flanker

### Características generales
- Tripulación: 1 (piloto)
- Longitud: 21,935 m
- Envergadura: 14,698 m
- Altura: 5,932 m
- Superficie alar: 62 m²
- Peso vacío: 18.500 kg
- Peso máximo al despegue: 35.000 kg
- Planta motriz: 2× turbofán con postquemador y empuje vectorial Lyulka AL-37FU.
  - Empuje normal: 74,5 kN (7600 kgf; 16 755 lbf) de empuje cada uno.
  - Empuje con postquemador: 142,3 kN (14 515 kgf; 32 000 lbf) de empuje cada uno.

### Rendimiento
- Velocidad nunca excedida (Vne): 2500 km/h (1554 MPH; 1350 kt)
- Alcance: 3300 km (1782 nmi; 2051 mi)
- Techo de vuelo: 18 000 m (59 055 ft)
- Límites de fuerzas soportadas: +10/−3 G

### Armamento
- Cañones: 1× Gryazev-Shipunov GSh-301 de 30 mm con 150 proyectiles
- Puntos de anclaje: 12 en total con una capacidad de 8.000 kg, para cargar una combinación de:
  - Misiles
  - Bombas
  - Cohetes

### Aviónica
- Radar de impulsos Doppler Phazotron N-011M Zhuk-M

### Desarrollos relacionados
- Sukhoi Su-27
- Sukhoi Su-30
- Sukhoi Su-33
- Sukhoi Su-34
- Sukhoi Su-35

### Aeronaves similares
- General Dynamics F-16 VISTA
- McDonnell Douglas F-15 ACTIVE
- McDonnell Douglas F/A-18 HARV